# 埃尔泽·恩内斯缇娜·诺伊兰德-西蒙

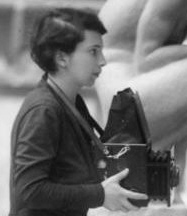
埃尔泽·恩内斯缇娜·诺伊兰德-西蒙

埃尔泽·恩内斯缇娜·诺伊兰德-西蒙（1900年1月26日—1942年6月失蹤，1944年12月31日被正式宣布死亡），化名伊娃（Yva），是一位德国犹太人以及摄影师，她主要拍攝多重曝光攝影作品。
纳粹党掌权后，伊娃被迫转行成为醫事放射師。1942年，她被盖世太保驱逐，之后遭杀害；其遇难地点可能是馬伊達內克滅絕營。